# 争取民主联合欧洲人—争取民主欧洲联盟
争取民主联合欧洲人－争取民主欧洲联盟（英语：Europeans United for Democracy - Alliance for a Europe of Democracies），前称欧盟民主人士，是一个持欧洲怀疑主义立场的欧洲政党。该党成立于2005年11月8日。该党的主席是爱尔兰独立人士Patricia McKenna。